# Bandera del Yukon
La bandera del Yukon està formada per tres franges verticals, blava, blanca i verda amb l'escut del territori al centre. Fou oficialment acceptada per la 'Flag Act' d'1 de desembre de 1967 i fou el disseny guanyador d'un concurs a tot el territori patrocinat per la branca de Whitehorse de la Reial Legió Canadenca com a part de les celebracions del centenari del Canadà de 1967.

## Disseny
La bandera segueix el disseny de la bandera nacional, anomenat pal canadenc, però a diferència d'aquesta la proporció de la franja central no és el doble de les laterals, sinó només un cop i mig, és a dir, les proporcions interiors de la bandera són 1:1,5:1.
Al centre de la bandera hi trobem l'escut d'armes del territori sobre dos rams de cameneri (l'emblema floral del Yukon) i sota un gos malamut d'Alaska. L'escut conté al terç superior, una creu de Sant Jordi en referència als exploradors anglesos i una rodella de vaire com a representació del comerç de pell. a la part inferior, hi ha dos triangles vermells que representen les muntanyes del Yukon amb dos cercles d'or cadascun que representen els grans recursos minerals del Yukon; i entre aquests dues línies ondulades verticals blanques sobre fons blau en representació dels rius del Yukon. L'escut fou encarregat pel Departament Federal d'Afers Indis i Desenvolupament del Nord i dissenyat per l'expert en heràldica Alan Beddoes a principis de la dècada de 1950. Fou aprovat oficialment per la reina Elisabet II el 1956.
En termes de vexil·lologia, la bandera del Yukon es pot considerar una bandera tricolor, és a dir, de tres colors, però pot ser que no es consideri un tricolor veritable ja que les franges no tenen les mateixes proporcions d'amplada (tribanda) i a més carrega amb l'escut d'armes del Yukon.

## Història
La bandera fou escollida d'una competició a tot el territori com a part de les celebracions del Centenari del Canadà de 1967. La competició va ser patrocinada per la seu local de Whitehorse de la Royal Canadian Legion. Es va oferir un premi de 100 dolars canadencs al disseny guanyador. Hi va haver un total de 137 treballs, sent guanyador el de la Lynn Lambert. Es va enviar un prototip del disseny a Ottawa per a una descripció heràldica adequada. Un expert d'Ottawa va enviar una versió modificada del disseny (va unificar l'amplada de les tres franges), però el comitè de Whitehorse va mantenir el disseny original. No obstant això, el dany es va fer i, fins avui, es poden trobar dues versions de la bandera del Yukon; la correcta adoptada pel consell, i la incorrecta, presumiblement tal com l'ofereix l'expert.